# Lomas de San Sebastián
Lomas de San Sebastián är en mindre stad i Mexiko, tillhörande La Paz kommun i delstaten Mexiko. Lomas de San Sebastián ligger i den centrala delen av landet och tillhör Mexico Citys storstadsområde. Staden ligger precis vid gränsen till Chimalhuacán kommun och hade 12 373 invånare vid folkmätningen 2010.